# Dąbcze

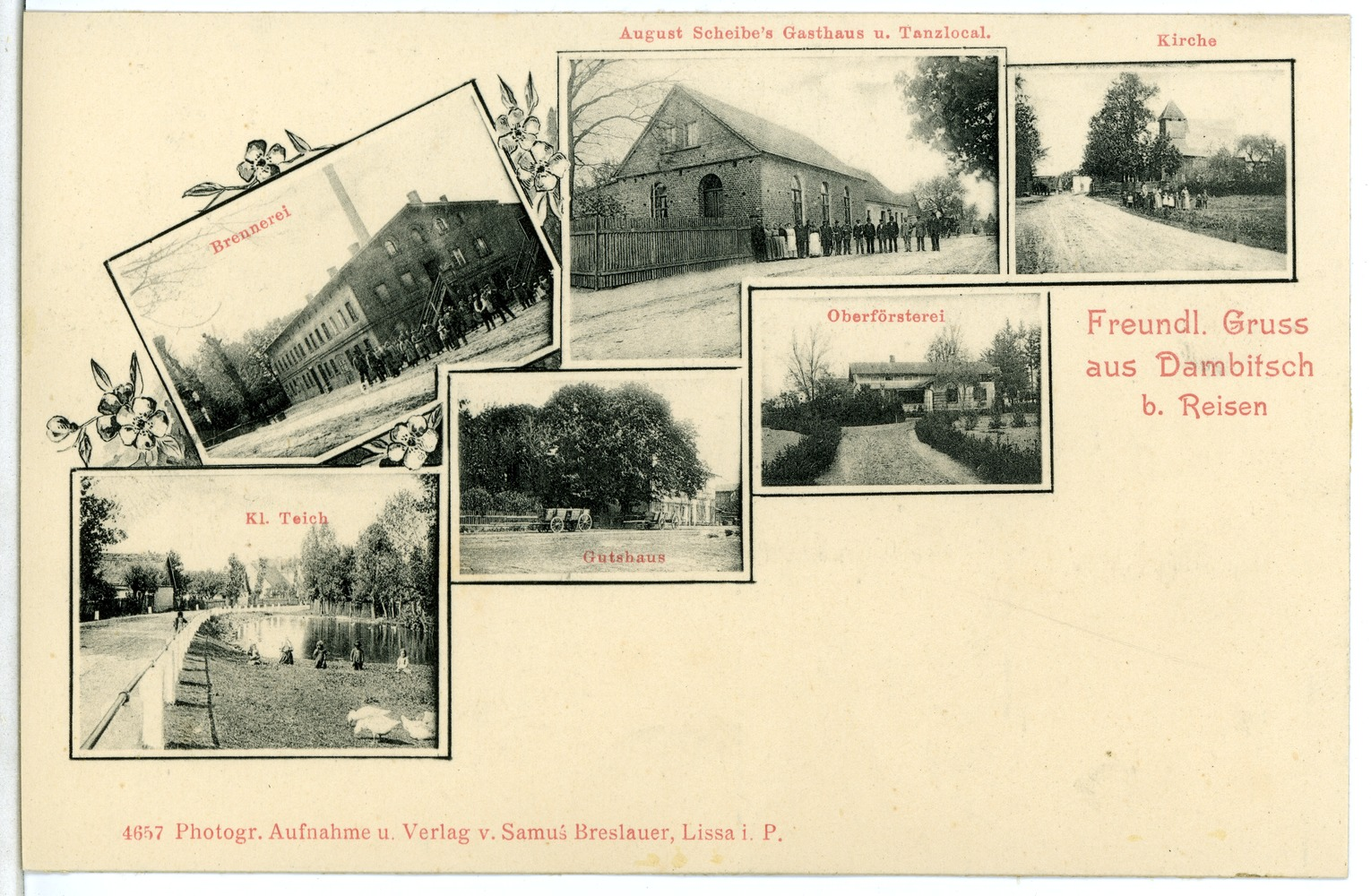
Ortsansichten um 1903

Dąbcze (deutsch Dambitsch, älter auch Dambsch) ist ein Ort in Polen mit 890 Einwohnern in der Woiwodschaft Großpolen im Powiat Leszczyński in der Gemeinde Rydzyna. Er liegt sechs Kilometer südöstlich von Leszno.
Dąbcze war seit langem in enger Verbindung bzw. Abhängigkeit von dem Wirtschaftszentrum Leszno. So haben seit Jahrzehnten Einwohner von Dąbcze ihren Lebensunterhalt in Leszno verdient. In jüngerer Zeit wird das Dorf mehr und mehr zu einem Vorort von Leszno.

## Geschichte
Die erste Erwähnung einer Siedlung an der heutigen Stelle von Dąbcze stammt aus 1400, eine Siedlung an der Handelsstraße von Punitz nach Fraustadt. Die erste Erwähnung einer Kirche stammt vom 14. November 1410. Aus dem Jahr 1615 stammt die erste Eintragung in das Kirchenbuch des Kirchspiels Rydzyna mit dem Ortsnamen Dambecz. 1616 verkauften Jan und Stanisław Rydzyński Teile der Stadt Rydzynie und den Dörfern Dąbcze, Zaborowo, Lubonia, Oporowo und Oporówko für 18.000 Złoty an Łukasz Gajewski aus Błociszewo. Sie erbten diesen Besitz von ihrer Großmutter Anna Rydzyński. 1640 wandten sich die Angehörige der Pfarrgemeinde Rydzyna, Tarnowa, Kłoda und Dąbcze an den Pfarrer, einen deutschen Prediger einzustellen, der die Predigt in Deutsch hält, da viele deutschsprachige Siedler hier lebten. 1640 wurde halbjährlich eine Kirchensteuer von 7 1⁄2 Groschen pro Haus erhoben. Zwanzig Jahre später erfolgte ein Neubau der Kirche. 1664 ging Dąbcze in den Besitz von Leszczyński über. Ein zweites Vorwerk wurde 1684 errichtet. Das russische Heer plünderte 1707 das Dorf. Im selben Jahr wütete die Pest im Ort. Aleksander Józef Sułkowski erwarb Dąbcze 1783 für 700.000 Złoty.
Mit der zweiten Teilung Polens wurde Dambitsch 1793 Teil Preußens. 1817 erfolgt ein Eintrag ins Grundbuch, wonach das Dorf Eigentum von Sulkowski ist.
Nach dem Ersten Weltkrieg kam der Ort zum neu gegründeten Polen.
In der Folge des Überfalls auf Polen kam Dąbcze 1939 zum Deutschen Reich. Es gehörte in dieser Zeit zum Reichsgau Posen, später dem Wartheland und dem Landkreis Lissa (Wartheland). Mit dem Ende des Krieges wurde die Stadt wieder Teil Polens. Die Deutschen, welche zwischen 60 und 90 % der Bevölkerung gestellt hatten, flüchteten teilweise. Verbliebene wurden im Lager Grune bei Leszno interniert und die Überlebenden später nach Deutschland ausgesiedelt.

## Historische Daten (Stand 1894)
- Zugehörigkeit staatlich: Land Preußen, Provinz Posen, Regierungsbezirk Posen, Kreis Lissa
- Zuständige Justiz: Amtsgericht Lissa, Landgericht Lissa, Oberlandesgericht Posen
- Zugehörigkeit ev. Kirche: Evangelische Kirche der altpreußischen Union
- Katholische Kirche: Reisen